# Tracy Smothers
Tracy Stanton Smothers (Springfield, 2 de septiembre de 1962-Evansville, 28 de octubre de 2020) fue un luchador profesional estadounidense, mejor conocido por sus apariciones en World Championship Wrestling, Smoky Mountain Wrestling, World Wrestling Federation y Extreme Championship Wrestling.

## Primeros años de vida
Smothers nació en Springfield, Tennessee, el 2 de septiembre de 1962, y se graduó de Springfield High School, donde jugó fútbol, golf y luchó. Smothers fue la primera persona en la historia de Springfield High School en ir al campeonato estatal de lucha libre.

## Carrera de lucha libre profesional

### Primeros alos (1982-1984)
Smothers comenzó su carrera en 1982 después de ser entrenado por Steve Keirn y Stan Lane. Más tarde apareció en el esfuerzo promocional combinado Pro Wrestling USA, haciendo su debut televisado en una grabación el 18 de septiembre de 1984, que se llevó a cabo en Memphis.

### Continental Wrestling Association (1984-1986)
Un mes después, Smothers viajó a la Continental Wrestling Association y pasó 1985 como jobber apareciendo en la televisión los sábados por la mañana.
Por primera vez en su naciente carrera, Smothers, un babyface natural, comenzó a recibir un push notable, obteniendo victorias sobre artistas como Danny Davis, Gypsy Joe, Ron Sexton y David Haskins. Smothers se convertiría en dos veces Campeón Peso Pesado de América Central de la NWA durante su estancia en la empresa.
Mientras estaba en Continental, Smothers luchó contra un oso sin bozal que se anunció que pesaba 550 libras; Tracy llevó al oso a la lona varias veces. El oso, incapaz de comprender la situación, pensó que estaban jugando.

### Championship Wrestling from Florida y otras promociones (1987-1989)
Smothers se unió a Championship Wrestling from Florida en febrero de 1987 e inmediatamente formó un equipo con Steve Armstrong como «The Wild-Eyed Southern Boys». El 21 de febrero, The Southern Boys derrotaron a The New Breed para ganar su primer campeonato, el Campeonato en Parejas de NWA Florida. Smothers y Armstrong mantuvieron los cinturones hasta el 15 de marzo, cuando fueron derrotados por The MOD Squad  En junio, desafiaron sin éxito por el Campeonato en Parejas de Estados Unidos de la NWA, perdiendo ante The Midnight Express (Stan Lane & Bobby Eaton).
The Southern Boys (originalmente sin Armstrong) también pasaron un tiempo en Japón para trabajar para New Japan Pro-Wrestling (NJPW). Posteriormente, regresó a la CWA, que ahora pasó a llamarse United States Wrestling Association. Smothers se asoció con John Paul para ganar el Campeonato en Parejas de la CWA que quedó vacante ante Action Jackson y Robert Fuller. Armstrong finalmente se unió a Smothers y reformó a los Southern Boys, y se vieron envueltos en un feudo con The Stud Stable.

### World Championship Wrestling (1990-1992)
Smothers se reunió con Steve Armstrong e hizo su debut en World Championship Wrestling el 23 de abril de 1990, en un dark match en una grabación del Main Event / WCW WorldWide en Marietta. Luchando como «The Wild-Eyed Southern Boys», su primera aparición en televisión se produjo el 12 de mayo en una grabación de World Championship Wrestling, donde derrotaron a Kevin Sullivan y Cactus Jack por descalificación.
The Southern Boys derrotaron a The Fabulous Freebirds (Jimmy Garvin y Michael Hayes) el 13 de junio en Clash of the Champions XI. Se vengaron al derrotar a los Pistols en el episodio del 16 de junio de 1990 de WCW Worldwide. Smothers y Armstrong comenzaron una pelea con The Midnight Express, que culminó en un partido entre los dos equipos el 13 de julio en el Great American Bash, que ganó Midnight Express. Fue considerado el mejor combate en los EE. UU. de ese año y uno de los combates clásicos por equipos de todos los tiempos de la época; también fue alto en prácticamente todos los partidos del año. El 5 de septiembre derrotaron a Hayes y Garvin en Clash of the Champions XII. El 24 de febrero de 1991, en WrestleWar, derrotaron a The Royal Family (Jack Victory y Rip Morgan). Unos días antes, pasaron a llamarse The Young Pistols.
El 19 de mayo, perdieron ante The Freebirds en SuperBrawl I en un combate por el Campeonato en Parejas de Estados Unidos vacante después de que «Badstreet» (un Brad Armstrong enmascarado) interfiriera. El 12 de junio, The Young Pistols y Tom Zenk derrotaron a Hayes, Garvin y Badstreet en Clash of the Champions XV. Los Young Pistols pronto se volvieron heel, y en el episodio del 15 de diciembre del WCW Main Event, derrotaron a The Patriots (Todd Champion y Firebreaker Chip) para ganar el Campeonato de Parejas de Estados Unidos de la WCW. El 29 de diciembre en Starrcade, Smothers y Hayes perdieron ante Marcus Bagwell y Garvin en una lucha por equipos de Lethal Lottery. En el episodio del 16 de febrero de 1992 de WCW Pro, perdieron los títulos ante Ron Simmons y Big Josh.
En abril, Armstrong dejó la WCW, dejando a Tracy como competidor individual. Permaneció como heel, y el 17 de mayo en WrestleWar, perdió ante Johnny B. Badd. En Beach Blast el 20 de junio, él, Ricky Morton y Diamond Dallas Page perdieron ante Junkyard Dog, Big Josh y Tom Zenk en una lucha por equipos de seis hombres, antes de dejar la compañía en agosto.

### Smoky Mountain Wrestling (1992-1995)
Tres meses después de dejar World Championship Wrestling y después de un breve período en la United States Wrestling Association, Tracy Smothers resurgió en la promoción Smoky Mountain Wrestling de Jim Cornette, que tenía su sede en Knoxville, Tennessee. Sería aquí donde Smothers logró su mayor éxito individual. Ahora anunciado como «The Wild Eyed Southern Boy» Tracy Smothers, hizo su debut en el episodio del 31 de octubre de 1992 de la televisión SMW, derrotando a Paul Lee. Compitiendo como un babyface superior, permaneció invicto durante el resto del año, derrotando a Robbie Eagle, Dutch Mantell, Jimmy Golden, Killer Kyle y The Nightstalker . En diciembre, ganó un torneo para coronarse como el inaugural Campeón de Televisión "Beat the Champ" de SMW.
En 1993, comenzó una pelea con el  Campeón Peso Pesado de SMW "Dirty White Boy" Tony Anthony. Perdió el campeonato Beat the Champ ante The Nightstalker el 8 de febrero. En Bluegrass Brawl el 2 de abril, Smothers derrotó a DWB en una lucha en cadena para ganar el Campeonato de peso pesado SMW. Perdió el título el 17 de julio ante el "Prime Time" Brian Lee. Smothers ganó su segundo (vacante) Beat the Champ Championship por segunda vez el 11 de diciembre, después de derrotar al secuaz de Jim Cornette, Jimmy Del Ray.
Smothers perdió el campeonato Beat the Champ ante Chris Candido en el episodio del 8 de enero de 1994 de SMW Television. En el episodio del 18 de junio de SMW, derrotó a Kendo the Samurai para ganar el Campeonato Beat the Champ por tercera vez. Dejaría el campeonato vacante en julio y entraría en un feudo con Bruiser Bedlam, el encargado de Jim Cornette. En Night of the Legends el 4 de agosto, Smothers, Road Warrior Hawk y Bob Armstrong derrotaron a Bruiser Bedlam, Terry Funk y Dory Funk Jr.. Ese mes, comenzó a formar equipo frecuentemente con el veterano Bob Armstrong y derrotó a Bruiser Bedlam, Killer Kyle y Jim Cornette en numerosos combates.
Después de ganar su feudo con Anderson a principios de 1995, formó un equipo con Scott Armstrong, comenzando un feudo con los recién llegados The Gangstas en el que no ganaron. Smothers luego formó un equipo con Dirty White Boy como The Thugs  Thes Thugs tuvieron su feudo con The Gangstas durante la primavera, pero no obtuvieron una victoria hasta el 13 de abril. La guerra entre ellos continuó hasta junio, cuando los Gangstas partieron hacia Extreme Championship Wrestling.
Ese verano. estalló una guerra interpromocional entre SMW y USWA; El 16 de junio, los Thugs derrotaron a los Campeones en Parejas de la USWA PG-13 en una lucha sin título. El 6 de julio, el dúo venció a Al Snow y Unabomb para ganar el Campeonato en Parejas de SMW. Retuvieron con éxito los títulos contra Snow y Unabomb, así como contra The Headbangers. antes de perder los títulos en el SuperBowl of Wrestling el 4 de agosto ante The Heavenly Bodies. Ocho días después, The Thugs derrotaron a Snow y Unabomb en un loser leaves town match.

### United States Wrestling Association (1995-1997)
Después de que SMW cerró, Smothers continuó trabajando para la USWA. Ahora haciendo equipo con el hermano menor de Steve, Jesse James Armstrong, el nuevo dúo derrotó a PG-13 para ganar el Campeonato en Parejas de la USWA el 11 de diciembre de 1995, en el Mid-South Coliseum en Memphis, Tennessee. Smothers y Armstrong mantendrían los cinturones hasta el 3 de enero de 1996, cuando los perderían ante Doug Gilbert y Tommy Rich. En enero de 1997, se unió a la rama USWA de Nation of Domination, cambiando su nombre a Shaquille Ali (una toma de la estrella de la NBA Shaquille O'Neal y el legendario boxeador Muhammad Ali). Después de convertirse en el contendiente número uno al Campeonato Mundial Peso Pesado de la USWA al ganar un torneo, se enfrentaría al campeón Jerry Lawler por el título, pero perdió.

### World Wrestling Federation (1996-1997)
Ante una WCW en expansión y su propio grupo de talentos limitado, Jim Cornette sugirió que se trajera a varios luchadores no firmados para desarrollar la lista de la WWF. Esto finalmente llevó a la firma de Smothers, Tony Anthony, Bill Irwin, Tom Brandi y Alex Porteau. Todos menos Porteau recibieron nuevos nombres, y el que Smothers recibió fue «Freddie Joe Floyd». El nombre era una broma sobre los agentes de la WWF Jack Brisco, cuyo nombre de nacimiento era «Freddie Joe», y su hermano Jerry, cuyo nombre real es «Floyd». Ambos Brisco procedían de Bowlegs, Oklahoma, la misma ciudad de la que se decía que era Freddie Joe Floyd. Hizo su debut en el episodio del 29 de junio de 1996 de WWF Superstars, derrotando a Justin Hawk Bradshaw, pero perdió en una revancha en el episodio del 13 de julio de Superstars. Su primera aparición en Monday Night Raw se produjo el 22 de julio, cuando fue derrotado por Mankind.
Inicialmente utilizado principalmente para grabaciones de televisión, Floyd se recuperó para derrotar a Uncle Zebekiah en el episodio del 3 de agosto de WWF Superstars. Smothers hizo su primera aparición en elMadison Square Garden cuando se enfrentó a Hunter Hearst Helmsley el 29 de septiembre, ganando por cuenta fuera debido a que Mr. Perfect distrajo a Helmsley (y sin darse cuenta convirtiéndose en la primera persona en hacer kick-out del Pedigree). Desafió a Helmsley por el Campeonato Intercontinental en el episodio del 5 de enero de 1997 de Superstars, pero perdió. Su último combate en la WWF se produjo el 2 de junio, donde derrotó a T. L. Hopper (quien anteriormente había trabajado junto a Smothers en SMW como Tony Anthony).

### Extreme Championship Wrestling (1997-1999)
Mientras todavía formaba parte de la WWF, Smothers se unió a Extreme Championship Wrestling el 22 de febrero de 1997 como "The Main Man" Tracy Smothers. El 15 de marzo en Hostile City Showdown, formó equipo con "The Rookie" Chris Chetti contra los Full Blooded Italians (FBI), Little Guido y el exrrival de SMW "The Big Don" Tommy Rich. Durante el partido, Smothers se volvió contra Chetti y se unió al FBI (a pesar de no ser italiano). Smothers, asociado durante mucho tiempo con un luchador sureño estereotipado, fue anunciado como de «Nashville, Italia» o «sur de Italia» durante este tiempo. Comenzó a hacer un baile tonto, que el locutor de ECW Joey Styles solía comentar diciendo «¿Qué diablos pasa con ese baile horrible?». La multitud a menudo se burlaba de Smothers con cánticos de «¡Freddy Joe!» con respecto a su paso por la WWF.
Smothers se convirtió en un habitual de ECW, frecuentemente haciendo equipo con Little Guido esa primavera en combates contra The Pitbulls. El 7 de junio perdieron ante los Pitbulls en Wrestlepalooza. Smothers y Guido se enfrentaron a numerosos oponentes ese verano, incluidos Balls Mahoney y Axl Rotten. El 17 de octubre derrotaron a Mahoney y Rotten en la televisión ECW. Un día después, Smothers y Guido derrotaron a John Kronus y New Jack para ganar el Campeonato en Parejas de ECW. A medida que avanzaba el año, defendieron con éxito sus títulos contra Mahoney & Rotten, así como contra New Jack y Kronus. Sin embargo, su reinado llegó a su fin el 5 de diciembre de 1997, cuando fueron derrotados por Doug Furnas y Phil Lafon.
El 21 de febrero de 1998, luchó contra el exoponente de SMW, Al Snow, en CyberSlam, pero perdió. El 1 de marzo en Living Dangerously, él y Guido perdieron ante Jerry Lynn y Chris Chetti. En Wrestlepalooza el 3 de mayo, Guido y Smothers perdieron ante Super Nova y The Blue Meanie. El 16 de mayo, el FBI atacó a Nova y Meanie, que subieron al ring al son de «New York, New York» de Frank Sinatra (Sinatra había muerto dos días antes). En Guilty as Charged el 10 de enero de 1999. El FBI (Guido y Smothers) se enfrentó a Rotten y Mahoney, y Roadkill y Doring en un combate eliminatorio, pero fueron derrotados.
Smothers luchó en los dos shows de reunión de ECW, derrotando a The Blue Meanie en Hardcore Homecoming el 10 de junio con la ayuda de J. T. Smith, y acompañando a Little Guido al ringside para su combate con Yoshihiro Tajiri y Super Crazy dos días después en ECW One Night Stand 2005.

### IWA Mid-South (1996–2010, 2016–2019)
Smothers pasaría la mayor parte de su carrera en IWA Mid-South a partir de 1996. Sus apariciones siguieron siendo esporádicas durante los siguientes años, pero luchó y derrotó a oponentes como Flash Flanagan, J. C. Ice y Bull Pain. El 11 de septiembre de 1997, derrotó a Pain para ganar el título de peso pesado del Medio Sur de la IWA, pero lo perdería al día siguiente ante su compañero miembro del roster de la WWF, Salvatore Sincere. Después de luchar en un puñado de shows en 1998 y 1999 para IWA Mid-South, Smothers se convirtió en un habitual de tiempo completo y el 18 de agosto de 2001, desafió sin éxito a Trent Baker por el título de peso pesado de IWA Mid-South en Night The Lights Went Out In Charlestown.
Smothers luego se reunió con un excompañero de equipo, Chris Hambrick, como Southern Comfort, derrotando a The Second City Saints (CM Punk & Colt Cabana) en la final de un torneo para ganar el Campeonato de Parejas IWA Mid-South, pero su reinado solo duró un día. Participó en el Ted Petty Invitational en septiembre de 2008, donde perdió ante Dave Taylor en la primera ronda. El 19 de octubre, durante el Torneo Double Death Tag Team, Smothers y Corporal Robinson se enfrentaron a Vulgar Display of Power, Brain Damage y Deranged de Cult Fiction, dirigido por Halfbreed Billy Gram. Smothers se volvió contra su compañero y se unió a Cult Fiction. Las apariciones de Smothers se volvieron poco frecuentes, pero continuó luchando para la IWA hasta 2010.
En 2016, Smothers regresó a IWA Mid-South después de una pausa de seis años. El 6 de octubre en el 20th Anniversary Show de IWA Mid-South, Smothers derrotó a J. J. Garrett para ganar el Campeonato IWA Mid-South, pero lo perdió ante Mitch Page el 22 de diciembre en el Show de Pruebas de Invierno de IWA Mid-South. El 28 de febrero de 2019, intentó recuperar el Campeonato IWA Mid-South pero fue derrotado por Aaron Williams en el evento The Heartbreak Ends.

### Circuito independiente (2005-2010)

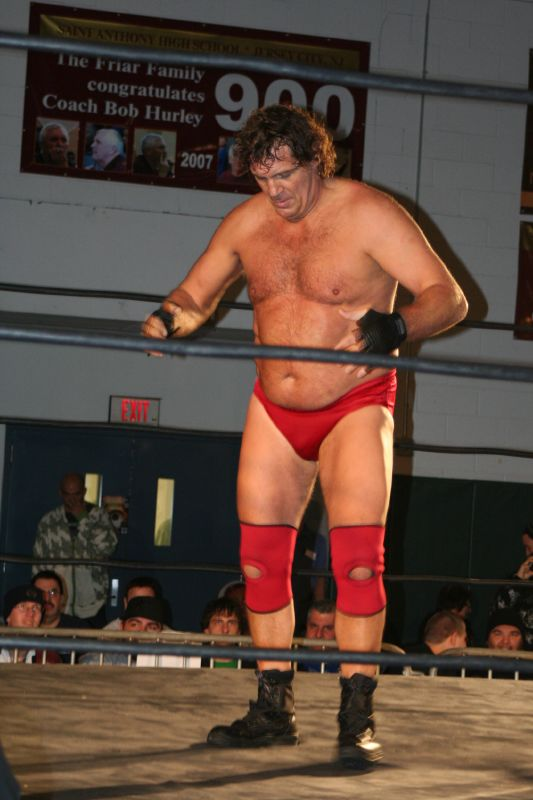
Smothers en 2008.

Smothers, veterano de más de veinte años en la industria, se había convertido en una figura universalmente bien considerada entre el grupo de jóvenes luchadores que crecían a su alrededor, transmitiendo sabiduría en viajes y encontrando lugares donde quedarse. A finales de 2005 y principios de 2006, Smothers trabajó a tiempo completo en varias promociones independientes en Tennessee y alrededor del medio oeste y este de los Estados Unidos, incluyendo IWC (International Wrestling Cartel), SSW (Southern States Wrestling), WOW (Wrestlers of West Virginia), VCW (Vanguard Championship Wrestling), NWA Wrestle Birmingham y NWA Midwest. El 25 de agosto de 2005, Southern Comfort ganó el Campeonato en Parejas de IWC en un combate de escaleras en IWC Summer Sizzler 2; mantendrían los cinturones hasta el 25 de noviembre cuando los perdieron ante The Gambino Brothers Moving Company (Marshall Gambino y Mickey Gambino).
Smothers viajó a CCW (Coliseum Championship Wrestling), donde el 11 de enero de 2006 derrotó a Chuck Taylor en el evento principal para ganar el Campeonato Peso Pesado de CCW. El 26 de febrero, Smothers fue declarado inaugural Campeón Peso Pesado de OPW (Omni Wrestling Promotions); perdió el título esa misma noche ante Taylor. Smothers viajó a CAPW (Cleveland All Pro Wrestling), donde en CAPW Seasons Beatings el 3 de diciembre, derrotó al campeón Claudio Castagnoli y Jason Bane para ganar el Campeonato de peso pesado de CAPW. Siguió siendo el campeón hasta que The Blue Meanie lo derrotó por el título el 3 de junio de 2007.
Smothers compitió en varias promociones independientes en 2008 en los Estados Unidos, pero regresó una vez más a Japón para aparecer en un evento de la XWF, haciendo equipo con Raven y Super Leather en un combate contra Kintaro Kanemura, Masato Tanaka y Tetsuhiro Kuroda. Después de regresar de Japón, Smothers reformó su asociación con el FBI con Little Guido y apareció en JAPW (Jersey All Pro Wrestling), donde ellos ganaron JAPW Tag Team Championship el 15 de noviembre. El FBI mantendría los títulos durante un mes, perdiéndolos el 13 de diciembre ante Azrieal & Dixie.
Tracy Smothers comenzó a reducir su agenda en 2009. No volvería a luchar hasta el 17 de abril de 2010, donde él y Chris Hamrick desafiaron a los campeones en parejas de la PWF, Jay Shaft y J. D. Hogg, por los títulos en un esfuerzo perdido. Luchó con frecuencia durante el resto del año, apareciendo en NWA Main Event, IWA Mid-South, BWF y MECW (Main Event Championship Wrestling).

### Total Nonstop Action Wrestling (2010)
El 8 de agosto de 2010, Smothers participó en el programa de reunión ECW de Total Nonstop Action Wrestling, Hardcore Justice, donde él, Little Guido y Tony Luke derrotaron a Kid Kash, Simon Diamond y Johnny Swinger en una lucha por equipos de seis hombres. En la siguiente edición de Impact!, los exmiembros de ECW, conocidos colectivamente como Extreme, Version 2.0 (EV 2.0), fueron atacados por A.J. Styles, Kazarian, Robert Roode, James Storm, Douglas Williams y Matt Morgan del grupo Fourtune de Ric Flair, quienes pensaron que no lo habían hecho. merecen estar en TNA. La semana siguiente, la presidenta de TNA, Dixie Carter, entregó a cada miembro de EV 2.0 contratos de TNA para que pudieran ajustar cuentas con Fourtune.

### Juggalo Championship Wrestling (2007-2011)
Tracy Smothers debutó en Juggalo Championship Wrestling realizando una serie de promociones en las que insultaba a la empresa, a los propietarios (Insane Clown Posse) y a la base de fans Juggalo. Tracy rápidamente se convirtió en el principal villano de la compañía al derrotar a gran parte de su plantilla y terminar la mayoría de sus partidos asfixiando a sus oponentes. Atacó al héroe 2 Tuff Tony en el sexto episodio del programa de lucha libre de Internet SlamTV, lo que provocó que Tony quedara fuera de combate durante varias semanas. Según la historia, Smothers fue arrestado pocos días antes del regreso de Tony en el octavo episodio, lo que dejó a Tony sin forma de buscar venganza  En Bloodymania el 12 de agosto de 2007, Smothers perdió ante Ron Killings.
Tracy y 2 Tuff Tony continuaron su rivalidad en la segunda temporada. En el primer episodio, ambos hombres se enfrentaron en un combate en el que Tracy ganó después de un conteo rápido de la árbitro, quien luego se reveló como la hija ilegítima de Tracy, Isabella. Dos semanas después, Tracy pilló a Isabella escuchando Boondox, el rapero que canta la música de entrada de 2 Tuff Tony  La semana siguiente, 2 Tuff Tony atacó a Tracy después de su combate. Más tarde, Tracy sorprendió a Isabella participando en acciones sexuales con Boondox, a través de la historia, y lo agredió. Luego, estaba previsto que Tracy e Isabella Smothers se enfrentaran a Boondox y 2 Tuff Tony el 10 de agosto de 2008 en Bloodymania II. Sin embargo, Isabella fue reemplazada por Bull Pain después de que se lesionó la pierna, y Smothers and Pain perdieron ante Tony y Boondox.
En Bloodymania IV el 15 de agosto de 2010, perdió ante Booker T, quien estaba acompañado por Boondox. En el verano de 2011 perdió ante la exestrella de ECW Rhyno el 28 de julio y contra su excompañero de equipo del FBI Tommy Rich el 16 de agosto de 2011

### Regreso al circuito independiente (2011-2019)
Tracy Smothers continuó luchando en el circuito independiente después de terminar su trabajo con JCW en 2011. Saltó a Ohio Valley Wrestling el 31 de agosto, donde él y su hija Jessie Belle Smothers ganaron una lucha por equipos mixtos contra CJ Lane & Mysterie. El 16 de junio de 2013, en el evento en memoria de Brad Armstrong, Smothers formó equipo con su antiguo socio Steve Armstrong por primera vez en más de veintiún años. Los Southern Boys reunidos se unieron a Doug Gilbert para derrotar a Paul Lee, The Storm Trooper y Vordell Walker. Smothers pronto capturó el Campeonato de peso pesado de D1W, pero lo perdió ante Mad Man Pondo mientras dividía su tiempo con D1W e IWA Mid South.

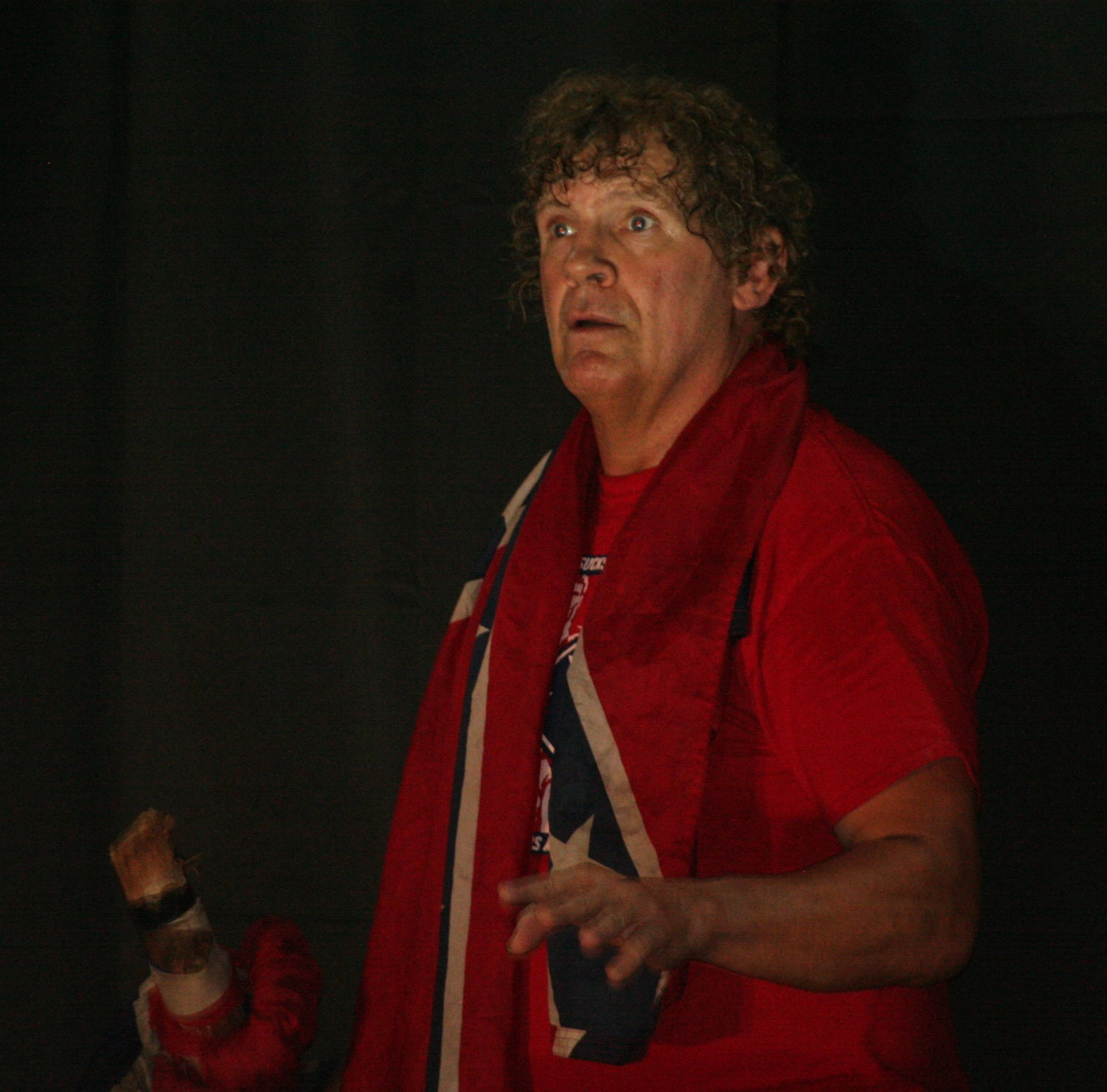
Sofoca en 2016.

En marzo de 2016, Smothers apareció en HLW (Heroes And Legends Wrestling), donde se asoció con Bobby Fulton y derrotó a Jake Omen y Scotty Young para ganar el Campeonato en Parejas de HLW. Smothers continuó luchando con frecuencia en 2017, haciendo apariciones en la PWA (Pure Wrestling Association) en Canadá, así como en RCCW (Rocket City Championship Wrestling), ZERO-1 USA e IWA Mid-South. Comenzó a reducir sus apariciones en el circuito independiente en 2018 y continuó luchando en espectáculos el año siguiente a pesar de sus problemas de salud; tenía mal genio debido a las conmociones cerebrales y creía que había sufrido más de dos decenas de conmociones cerebrales durante su carrera y había sufrido mucho por sus efectos. Su último combate fue en HLW Heroes And Legends XIII el 5 de octubre de 2019, perdiendo el título de HLW Legends ante Dru Skillz.

## Vida personal
En julio de 2016, Smothers fue nombrado parte de una demanda colectiva presentada contra la WWE que alegaba que los luchadores sufrieron lesiones cerebrales traumáticas durante su mandato y que la compañía ocultó los riesgos de lesiones. La demanda fue litigada por el abogado Konstantine Kyros, quien ha estado involucrado en otras demandas contra la WWE. La jueza de distrito estadounidense Vanessa Lynne Bryant desestimó el caso en septiembre de 2018.

## Muerte
Smothers anunció en su página de Facebook en diciembre de 2019 que le diagnosticaron linfoma después de visitar a un médico el mes anterior y haber sufrido un ataque cardíaco sin darse cuenta. Pese a ello, falleció a causa de la enfermedad a las 4:30 am el 28 de octubre de 2020, a la edad de 58 años. Un día antes de su muerte, publicó que estaba de regreso en el hospital después de que una cirugía de hernia agravara su condición. A Smothers le sobrevivieron sus tres hijos, Tony Shook, Kyle Smothers y Austin Elliott, y su hija Jessie Belle McCoy, quien lucha como Jessie Belle.
Muchos luchadores rindieron homenaje a Smothers después de su muerte, incluidos Jim Cornette, CM Punk, Edge, Frankie Kazarian, Tazz, Jeff Jarrett, Ricky Morton, Bobby Fulton y Tom Prichard.

## Campeonatos y logros
- All-Star Wrestling
  - ASW Heavyweight Championship (1 time)
  - ASW Southern Heavyweight Championship (1 time)
- All-State Wrestling
  - ASW Heavyweight Championship (1 time)[53]
- Bad 2 The Bone Wrestling
  - BBW Heavyweight Championship (1 time)
- British Real Attitude Wrestling League
  - BRAWL Tag Team Championship (1 time)
- Bruiser Wrestling Federation
  - BWF Championship (1 time)
- Celtic Wrestling
  - CW Heavyweight Championship (1 time)
- Central Wrestling Federation
  - CWF Tag Team Championship (1 time) – with Paul Diamond[53]
- Championship Wrestling from Florida
  - NWA Florida Tag Team Championship (1 time) – with Steve Armstrong
- Coliseum Championship Wrestling
  - CCW Heavyweight Championship (1 time)
- Cleveland All-Pro Wrestling
  - CAPW Heavyweight Championship (1 time)
- Cloverleaf Radio Hall of Fame
  - Class of 2008
- Continental Wrestling Association / Championship Wrestling Association
  - CWA Tag Team Championship (1 time) – with John Paul
  - NWA Mid-America Heavyweight Championship (2 times)
- Destination One Wrestling
  - D1W Heavyweight Championship (1 time)
- Extreme Championship Wrestling
  - ECW World Tag Team Championship (1 time) – with Little Guido[54]
- Georgia Wrestling Federation
  - GWF Heavyweight Championship (1 time)
- Heroes And Legends Wrestling
  - HLW Legend Championship (1 time)
  - HLW Tag Team Championship (1 time) – with Bobby Fulton
- Independent Wrestling Association Mid-South
  - IWA Mid-South Heavyweight Championship (2 times)[55]
  - IWA Mid-South Tag Team Championship (1 time) – with Chris Hamrick
- Indie Wrestling Hall of Fame
  - Class of 2022[56]
- International Wrestling Association of Japan
  - IWA Tag Team Championship (1 time) – with Cactus Jack
- International Wrestling Cartel
  - IWC Tag Team Championship (2 times) – with Chris Hamrick
- Jersey All Pro Wrestling
  - JAPW Tag Team Championship (1 time) – with Little Guido
- Main Event Championship Wrestling
  - MECW Light Heavyweight Championship (1 time)
- Midwest Wrestling United
  - MWU Heavyweight Championship (2 times)
- Mountain Wrestling Association
  - MWA Heavyweight Championship (1 time)[53]
- National Wrestling Federation
  - NWF World Tag Team Championship (1 time) – with The Golfer
- New Focus Wrestling
  - NFW Tag Team Championship (2 time) – with "Marvelous" Mitch Ryder and with Johnny Richards
- New South Championship Wrestling
  - NSCW Heavyweight Championship (1 time)[53]
- NWA Mid-South
  - NWA Mid-South Unified Heavyweight Championship (2 times)[57]
- Ohio Valley Wrestling
  - OVW Southern Tag Team Championship (1 time) – with Steve Armstrong
- Omni Wrestling Productions
  - OWP Mid-South Championship (1 time)
- Premier Destination Wrestling
  - PDW Heavyweight Championship (1 time)
- Pro Wrestling Illustrated
  - Ranked No. 371 of the 500 best singles wrestlers during the "PWI Years" in 2003
- Pro Wrestling Unplugged
  - PWU Hardcore Championship (1 time)
- Smoky Mountain Wrestling
  - SMW Beat the Champ Television Championship (3 times)
  - SMW Heavyweight Championship (2 times)
  - SMW Tag Team Championship (1 time) – with Dirty White Boy
  - SMW Carolina Cup Tag Team Championship (1 time) – with Dirty White Boy
- Southeastern Championship Wrestling / Continental Wrestling Federation
  - CWF Tag Team Championship (1 time) – with Steve Armstrong
  - NWA Southeastern Continental Tag Team Championship (1 time) – with Steve Armstrong
- Southern Wrestling Alliance
  - SWA Heavyweight Championship (1 time)
- Steel Domain Wrestling
  - SDW Television Championship (1 time)
- Southern States Wrestling
  - SSW Heavyweight Championship (1 time)
- Supreme Wrestling
  - AWA Central States Heavyweight Championship (1 time) [58]
- United States Wrestling Association
  - USWA World Tag Team Championship (2 times) – with Jesse James Armstrong
- World Championship Wrestling
  - WCW United States Tag Team Championship (1 time) – with Steve Armstrong
- Wrestle Zone Wrestling
  - wZw British Heavyweight Championship (1 vez) [59]
- Wrestlers of West Virginia
  - West Virginia Championship (1 vez)
  - WOW Appalachian Championship (1 vez)
- Wrestling Observer Newsletter
  - Luchador más mejorado (1993)
  - Shad Gaspard/Jon Huber Memorial Award (2020) [60]